# Шайлер Колфакс
Шайлер Колфакс молодший (англ. Schuyler Colfax Jr. (англійською ім'я правильно вимовляється як Скайлер Коулфакс; 23 березня 1823 — 13 січня 1885) — американський політик, член Республіканської партії, віцепрезидент США в 1869–1873 рр..
Народжений через 5 місяців після смерті батька, котрий помер від туберкульозу, Колфакс був онуком генерала Вільяма Колфакса, що брав участь в Війні за незалежність й служив в особистій охороні Джорджа Вашингтона та був одружений з Естер Шайлер (англ. Hester Schuyler), кузиною американського генерала Філіппа Шайлера, на честь якого й отримав своє ім'я. В 1836 р. разом з вітчимом Колфакс переїхав до Індіани, де займався журналістикою, вже в 19 років ставши редактором газети. Будучи прихильником партії Вігів, Колфакс в 1850 р. безуспішно і в 1854 р. успішно балотувався в Палату представників, критикуючи закон Канзас-Небраска. Після розпаду партії Вігів він спочатку перейшов в Американську партію Нічого-не-знаю, а потім — у Республіканську партію, після перемоги якої на виборах в Конгрес в 1856 р. став головою Комітету Палати з поштових справах. Колфакс ревно виступав проти рабства і після поразки на виборах спікера Палати представників Галуші Гроу був обраний його наступником на цій посаді. На президентських виборах 1868 року республіканський кандидат Улісс Грант запропонував Колфаксу місце віце-президента. На виборах пара Грант-Колфакс здобула впевнену перемогу, і вони стали наймолодшою парою Президент-Віце-президент в історії США до обрання Білла Клінтона і Альберта Ґора в 1992 році (обом було по 46 років). У період свого віце-президентства Колфакс був залучений в корупційний скандал з дачею хабарів компанією Crédit Mobilier of America видним політикам, в числі яких також були наступник Колфакса у віце-президентському кріслі Генрі Вілсон і Джеймс Гарфілд, в результаті чого Колфакс не переобраний кандидатом Республіканської партії у віце-президенти і надалі займався лекторської діяльністю. Він помер від серцевого нападу, викликаного прогулянкою по 30-градусного морозу в Міннесоті.